# Zael
Zael es un municipio y localidad española de la provincia de Burgos, en la comunidad autónoma de Castilla y León. Su término municipal cuenta con una población de 116 habitantes (INE 2024).

## Toponimia
El nombre de Zael procede del árabe Sāhil o Sāhel (ساحل), que significa 'arenal' o 'lecho de río de arena' (tiene por tanto la misma etimología que la región africana llamada Sahel).

## Geografía
Zael es un pequeño pueblo de poco más de 100 habitantes (114 a principios de año según el INE) de la provincia de Burgos, en la ribera del Arlanza.
Situado a 42º 6’ 35’’N de longitud y 3º 49’23’’O de latitud y a unos 860 m de altitud en la meseta castellana. Tiene un clima continental con inviernos muy largos y fríos y veranos cortos y calurosos. La media del mes más frío es de 2.5 °C y el del mes más caluroso de 19.5 °C. En cuánto a la pluviometría es seco, con unos 540mm/m² al año. Lo atraviesa el río Cubillo (afluente del río Arlanza y subafluente del río Pisuerga) que durante el verano suele estar seco. Como está en la meseta castellana el relieve es plano.
Es un pueblo dedicado a la agricultura, ganadería, viñedos, cereales y girasoles. El cultivo tan degradado es la principal causa de degradación de la tierra aunque se ha repoblado con pinos y chopos. Las zonas de monte bajo, donde destaca El Retigal, está poblada por robles, encinas y quejigos.
Es un pueblo que estuvo marcado por el éxodo rural que hubo en los años 60 y 70 sobre todo a Madrid y al País Vasco. Hay un descenso acusado de la población debido a la baja natalidad y al acusado envejecimiento de la población. Actualmente destaca por sus bodegas y merenderos.

## Historia
En la ribera del Arlanza se establecieron varias comunidades monacales entre las cuales destacaron Santa María de Retortillo y San Pedro de Valeránica. A principios del siglo X, y a su amparo, el clan familiar de los Cafael se establecen en un espeso encinar situado en la margen derecha del Arlanza.
El lugar de Valzalamio fue propiedad de la familia condal castellana , ya que en el año de 937, Muniadona de Lara, madre del Conde Fernán González, dona este lugar al monasterio de San Pedro de Cardeña.
Zael nació hace más de 1000 años, en una época en la que los cristianos del norte intentaban repoblar zonas más al sur, donde entraron los mozárabes. Zona que no estaba ni bajo dominio musulmán ni bajo dominio cristiano. De la emigración de los mozárabes a la ribera del Arlanza nació Zael, versión castellana de Cafael.

## Demografía
Zael cuenta con una población de 116 habitantes (INE 2024).
| Gráfica de evolución demográfica de Zael entre 1842 y 2021                                                          |
| |
| Población de derecho según los censos de población del INE Población de hecho según los censos de población del INE |

## Cultura

### Iglesia
Interior

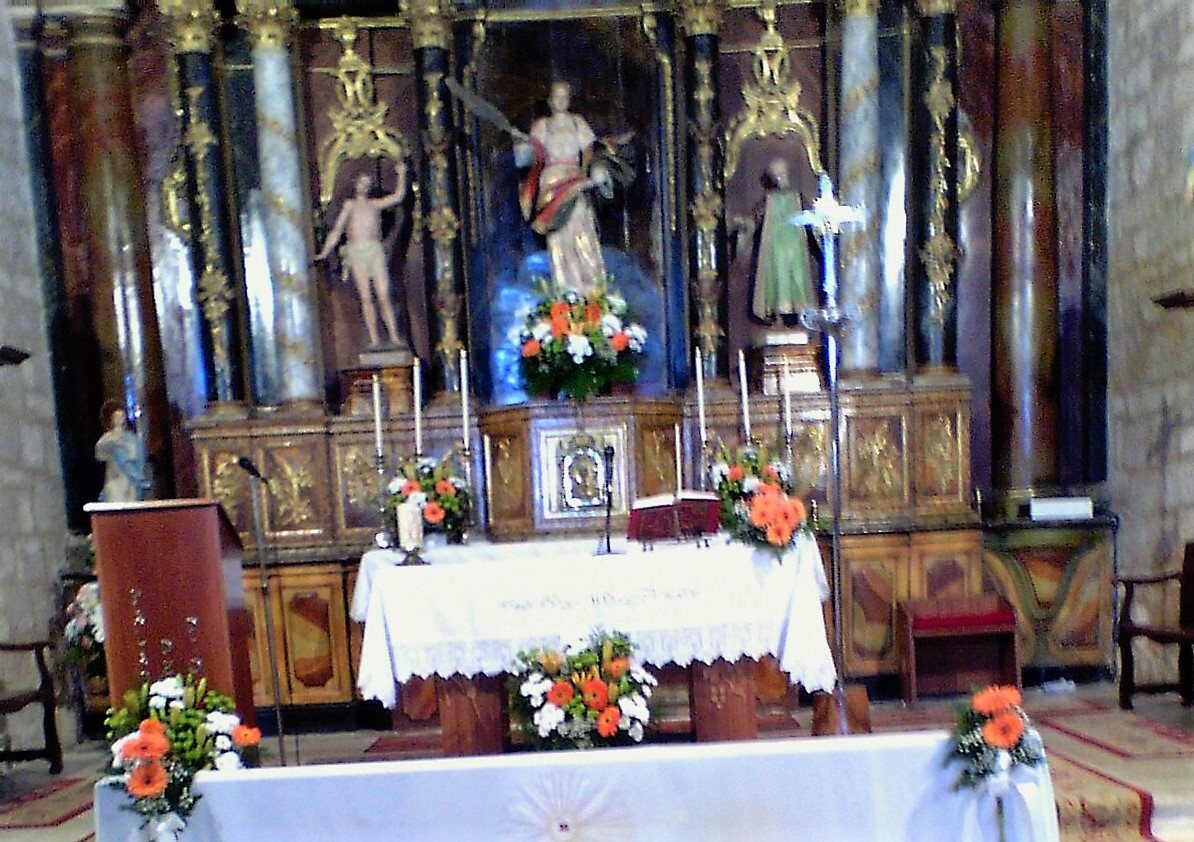
Altar iglesia Zael

La iglesia de Zael es el elemento más importante del pueblo, es un templo de tres naves, amplio y luminoso y de estilo gótico renacentista del siglo XVI. Destacan sus columnas esbeltas y sus bóvedas estrelladas. 
El retablo mayor (la nave central) realizado por Andrés Bolado en 1787 sigue un estilo neoclásico. En el año 1802 Pedro Ortiz lo doró e imitó mármoles y jaspes. Más tarde, Andrés Romero trabajó en las tallas de la Asunción de María (en el ático del retablo) y la de Santa Eulalia de Mérida (en el centro). A la izquierda se encuentra San Sebastián y a la derecha se encuentra San Joaquín.
También resaltamos la pila bautismal, ejemplar muy importante del románico, que en su interior tiene forma de concha y en su exterior de una media naranja. En la base se representa un santo que se cree que es San Pedro.
El retablo de los reyes es el retablo más interesante. Es de estilo renacentista muy bien acabado. Es un retablo de pequeñas dimensiones, encajado en el muro y decorado con una cenefa de piedra. En el cuerpo inferior se representan la presentación de Jesús en el templo, la misa de San Gregorio y a Santa Catalina.
En el cuerpo del medio se encuentra la escena de Adoración de los Reyes Magos y el Nacimiento. En el centro se sitúa una talla de la Virgen con el Niño. En el ático se representa la Anunciación, una imagen de Cristo Majestad y la presentación de la Virgen. Como orla, el retablo se rodea de imágenes de santos.
Otros retablos que destacan son el retablo del Santo Cristo que se remonta al año 1740, de estilo neoclásico. Y otro retablo destacado es el retablo de Nuestra Señora que data del año 1773.          
Portada

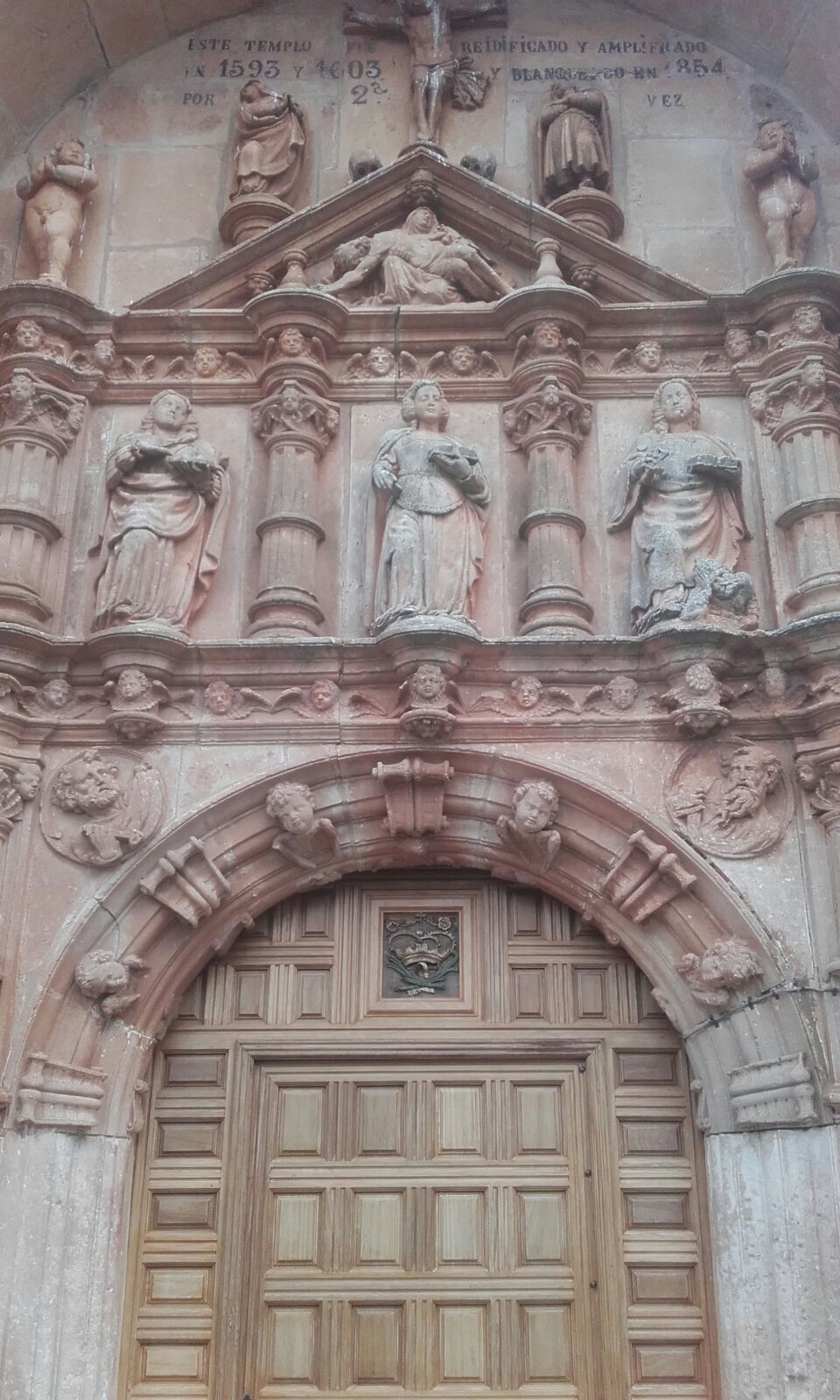
Portada de la iglesia de Zael

Situada en lo alto del pueblo. Lo que primero cautiva al visitante es la portada, que tiene un retablo de tres cuerpos. Se le atribuye a Juan de Salas que la construyó en el siglo XVI de estilo renacentista, momento en el que se reedificó y amplió toda la iglesia.
Orientada al sol del mediodía y tiene un conjunto de cabezas de ángeles, medallones e iconos.
En el primer cuerpo, la puerta de acceso está flanqueada por dos columnas y decorada con hermosos ángeles. A la izquierda se encuentra San Pedro y a la derecha se encuentra San Pablo, ambos en sendos medallones.
En el segundo cuerpo, sobre la puerta de acceso se encuentra la patrona (Santa Eulalia de Mérida) flanqueada de dos santas muy populares en la antigüedad: Santa Catalina de Alejandría (con una cabeza de rey y un libro) y Santa Águeda (con una bandeja en la que lleva sus pechos).
En el tímpano encontramos un grupo escultórico que representa la Piedad: la Virgen lleva en sus manos al Cristo crucificado. Coronamos la portada con un calvario en el que aparece Jesús en la cruz, a sus pies están María y San Juan y a los lados los dos ladrones.

### Fiestas
Fiesta de San Isidro Labrador
San Isidro Labrador, que acoge ese nombre de un santo procedente de una familia humilde, casado con una campesina también santa, Santa María de la Cabeza. Murió en 1130 y se le considera santo ya que 43 años después de su muerte, su cuerpo seguía intacto. Fue canonizado en el año 1622. Es el patrón de los agricultores y labradores del mundo.
PatronaSanta Eulalia de Mérida
Las fiestas de este pueblo se celebran el 10 de diciembre donde se homenajea a Santa Eulalia de Mérida y a la Inmaculada. Se celebran el 10 de diciembre ya que es el día que murió la santa.